# Nothoscordum calcaense
Nothoscordum calcaense är en amaryllisväxtart som beskrevs av Pierfelice Ravenna. Nothoscordum calcaense ingår i släktet vaniljlökar, och familjen amaryllisväxter. Inga underarter finns listade i Catalogue of Life.